# Neophylax rickeri
Neophylax rickeri is een schietmot uit de familie Uenoidae. De soort komt voor in het Nearctisch gebied.